# 乔治·福姆比
乔治·福姆比（George Formby Sr，原名詹姆斯·劳勒·布斯（James Lawler Booth），1875年10月4日—1921年2月8日）是一位英国喜剧演员和音乐剧歌手，被誉为20世纪初最伟大的音乐厅表演者之一。他在英国享有极高的声誉，他的喜剧作品非常受欢迎。
福姆比因在表演中使用支气管咳嗽作为喜剧手段而得到了绰号“维冈夜莺”。他的表演风格独特，充满了幽默和机智，使他成为当时音乐厅舞台上备受瞩目的艺人之一。他的影响力在英国音乐厅表演界长期持续，为后来的喜剧演员和音乐剧歌手树立了榜样。
福姆比的早年生活很艰辛。他出生于英格兰西北部工业区的贫困家庭，母亲是一名爱喝酒的妓女，他在童年时期遭受了虐待。为了谋生，他曾在街角唱歌来赚取零花钱。在十几岁时，他加入了一个乐队。在19世纪90年代，他开始了自己的表演事业，并创造了一系列舞台角色，其中包括“约翰·威利”。
福姆比也取得了成功的录音生涯，并在1916年从音乐厅转型到歌舞表演领域。他以其独特的风格和滑稽的歌曲在音乐界取得了一席之地，成为了备受欢迎的艺人。
福姆比多年来身体的健康状况一直不好。特别是在1916年的一次舞台事故中，他的肺部受到了更严重的损伤。随着时间的推移，他并没有康复反而病情愈发严重，表演能力也逐渐下降。肺结核和1918年的大流感使他原本受伤的身体雪上加霜。最终，他于1921年因肺结核去世，年仅45岁。福姆比的表演风格以及他标志性的服装和手杖成为了查理·卓别林创造流浪汉形象的灵感来源。而福姆比的儿子，乔治·福姆比，在开始他的舞台生涯时也继承了他父亲的一部分表演活动，并在自己站稳脚跟之后，改名为乔治·福姆比。小福姆比在1937年至1943年期间成为了英国票房收入最高的男演员。

## 传记

### 早期：1875–90
乔治·福姆比于 1875 年 10 月 4 日出生于兰开夏郡阿什顿安德莱恩，原名詹姆斯·劳勒·布斯。福姆比的母亲是一名贫穷的文盲棉织工。他的父亲是一名煤矿工人，名字没有出现在出生证明上；福姆比出生六个月后，他的父母结婚，当时父母两人年龄都在 19 岁左右。 福姆比的母亲是一名妓女，她个子矮小。在酒吧里通过唱歌来换取酒喝。她因盗窃、卖淫、醉酒和斗殴等罪名被判有罪 140 次。 福姆比的童年过的很不好，经常被忽视、虐待，还营养不良。由于莎拉经常被拘留在当地警察局，福姆比经常被迫露宿街头。因此，他患上了哮喘和支气管炎。 在福姆比晚年时，他说：“他的童年是人类一生中最悲惨的时光”。
福姆比八九岁时就不再上学了， 他在街角卖唱挣钱养家；1890 年 10 月，福姆比的父亲因肺结核去世，享年 33 岁，家庭的经济更加困难。 福姆比在一家棉纺厂当了两年的织布工。他通过在酒馆、和自由职业者场所唱歌来养活自己 ， 就在当时，他和另一个男孩一起组成了乐队“格伦雷兄弟”（也称“格伦雷兄弟”），乐队获得了丰厚的报酬，甚至聘请了一位经纪人；该乐队一直持续到福姆比的嗓音不再能唱歌，两人解散了乐队。

### 蓬勃发展的舞台生涯：1890–1902

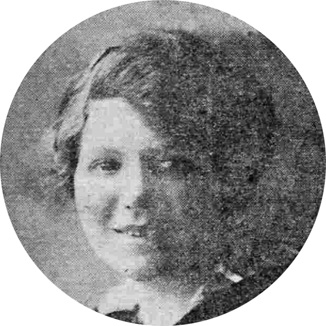
福姆比的第二任妻子伊丽莎·安，霍伊（约 1879-1981 年），他与她犯了重婚罪

福姆比（George Formby）是一位19世纪90年代开始发展自己舞台表演的英国艺人。他在兰开夏郡积累了大批粉丝，并设计了多个角色，给它们独特的服装，还创作了一系列滑稽歌曲。到1896年，他的作业簿上记录了他正在购买和收集喜剧歌曲并获得演唱权。在此之前，他一直以JH Booth这个艺名进行表演，后来将其改为George Formby。尽管有传言称他在火车车厢上看到了这个目的地后选择了这个姓氏，但主要消息来源认为这个故事很可能是杜撰的。据说，Formby这个名字更有可能是来自伯肯黑德阿盖尔剧院经理丹尼斯·克拉克的建议，而George则是为了纪念音乐厅明星乔治·罗比。1897年，福姆比首次在伯肯黑德使用了他的新艺名。
福姆比最早创作的角色之一是“约翰·威利”。戏剧教授巴兹·克肖将这个角色描述为福姆比的“舞台上的另一个自我”， 而文化历史学家杰弗里·理查兹将威利描述为“典型的呆头呆脑的兰开夏郡小伙子，穿着宽松的裤子、紧身夹克，戴着圆顶礼帽，说话慢条斯理，怕老婆，容易发生意外，但能应付自如。” 他的服装包括不合身的衣服、穿在错误的脚上的大靴子和各种各样的帽子；他经常拄着拐杖。 1908年，当年轻的查理·卓别林随弗雷德·卡诺的剧团巡回演出时，他借给了他一套自己的服装；卓别林还在表演中融入了福姆比的拐杖旋转和鸭子步态。

1897 年，福姆比遇到了 20 岁的音乐厅演员玛莎·玛丽亚·索尔特，并于当年8 月在她的家乡哈利法克斯结婚。尽管1901 年的人口普查显示她仍然与父母住在一起，但人们对索尔特知之甚少。这段婚姻似乎并不幸福，但根据福姆比的传记作者苏·斯马特和理查德·博思韦·霍华德的说法，没有证据表明这对夫妇离婚了，也没有关于这对夫妇什么时候分居的信息。
1897 年或 1898 年，福姆比签约在布莱克本的莱塞姆剧院演出，为魔术师沃尔福德·博迪做配角；随后进行了 40 周的巡演，福姆比每周能挣 30先令。 1898 年，福姆比在威根帝国剧院巡回演出时遇到了帝国剧院出纳员的女儿伊丽莎·霍伊。 两人于次年 8 月在维冈登记处结婚，但由于两年前他与索尔特的结合，这场婚姻被视为重婚。婚后几个月，伊丽莎说服福姆比加入罗马天主教会，这一举动使她的父母逐渐信任。 福姆比和伊丽莎育有十三个孩子，其中七个存活下来：四个女儿和三个儿子。 伊丽莎成为福姆比职业生涯中的重要人物，为他制作服装，并在他的表演期间站在幕后帮助他。伊丽莎在做裁缝的同时，在午餐时间通过卖薯片来贴补家用。

### 伦敦，声誉日隆：1902–16
1902年，福姆比首次在伦敦演出，由坎宁镇皇家阿尔伯特音乐厅的老板泰德·格兰维尔预定，并每周获得3英镑的演出费。随后，格兰维尔成为了福姆比在伦敦的经纪人。据伊丽莎·福姆比回忆，克里彭博士的妻子贝尔·埃尔莫尔观看了福姆比的表演后印象深刻，于是联系了格兰维尔，让他去利兹观看演出。根据《泰晤士报》的报道，福姆比很快就转到了伦敦亭音乐厅，在那里他迅速获得了成功，成为了“镇上的偶像”。
颇具影响力的音乐厅歌手兼演员玛丽·劳埃德表示她只会看两个表演：福姆比和丹·莱诺的。由此，福姆比的知名度有所提升。劳埃德向蒂沃利音乐厅的老板推荐了福姆比，后者给了这位喜剧演员十周的演出机会。乔治·罗比也对福姆比的表演印象深刻，并于1905年推荐他担任纽卡斯尔哑剧主角，薪水为每周35英镑。到了1920年，福姆比的周薪已经达到了325英镑。

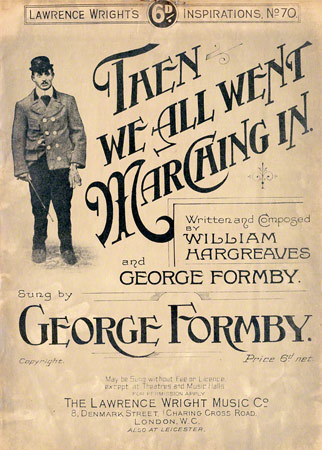
1913 年《我们都行军了》乐谱

福姆比夫妇的三个女儿相继早逝后，他们的第一个儿子乔治·霍伊·布斯（George Hoy Booth）于1904年出生。虽然这个男孩出生时因羊膜阻塞而无法看见东西，但在几个月大的时候，他恢复了视力。在1904年期间，福姆比购买了57首歌曲的演唱权，比他通常每年10到20首的演唱权要多；他每首歌曲的平均售价约为一几尼。两年后，他用留声机圆筒为路易斯斯特林圆筒公司录制了第一张唱片，并于1907年与Zonophone公司签订了唱片合约。他是少数几个能够毫无困难地用原始设备清晰录音的表演者之一，并且能够以轻松的方式为看不见的观众进行表演。他会一边唱自己的歌，一边用他平时舞台表演方式的变体与听众交谈。
1908年1月和2月的大部分时间，福姆比都在伦敦的各个音乐厅演出，每周能获得20英镑的报酬。第二年，他留在了首都，每晚在三个大厅演出，每周赚45英镑。其中一个场地是蒂沃利（Tivoli），由劳埃德和小提琴家小蒂奇（Little Tich）担任主角。当他不在伦敦演出时，福姆比继续在地方音乐厅巡回演出。
1910年，他再次出现在蒂沃利剧场，并受到《泰晤士报》评论。记者在文章中认为福姆比“唱得越久，就越显示出艺术家的天赋”。同年晚些时候，福姆比录制了他最著名的歌曲《站在街角》，他是这首歌的共同作者。到1913年，他的唱片销量已经足够强劲，他可以谈成一份每年价值300英镑的新唱片合同。
1913年7月，福姆比的职业生涯迈向了新的高度，他成为在利物浦附近的诺斯利大厅举行的皇家指挥演出中七位表演者之一，在乔治五世和玛丽女王面前表演。据《泰晤士报》报道，福姆比“出乎意料地轻松地展现了他的幽默感，国王陛下在表演结束后对他给予了高度评价。” 福姆比对自己的表现感到很尴尬。他通常的表演部分包括与乐团指挥闲聊，这次也不例外；指挥后面坐着皇室成员，在一些人看来，福姆比在对他们说话时显得不够尊敬。然而，国王理解了福姆比在和谁说话，随后送给了他一根领带夹。
十月份，福姆比参加了同年第二次皇家指挥演出，这是由法国女演员莎拉·伯恩哈特组织的慈善演出。他参加了两个表演：与罗比、马克·谢里丹、西塞莉·考特尼奇和乔治·格雷夫斯等其他音乐厅艺人一起表演的《十个小黑鬼男孩》，之后是一段简短的独奏。

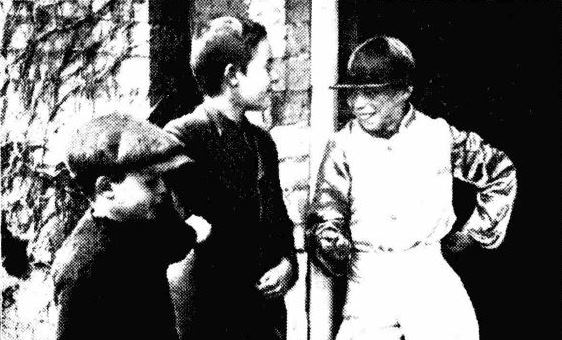
1915 年，福姆比 (Formby Jr) （右）担任骑师，当时他 10 岁

1914年3月，福姆比出演了《老傻瓜也傻》（No Fool Like an Old Fool），这是一部20分钟的无声喜剧电影。据说这部电影已经遗失，使得福姆比的电影作品成为他唯一一次在电影中出现的记录。
同年8月，第一次世界大战爆发。福姆比有意向入伍，但因健康原因被拒绝。相反，他像许多音乐厅明星一样，积极参与军队的招募活动，并在集会上发表演讲，尤其是代表德比计划，这是一项旨在鼓励年轻男子加入军队的招募活动。他的贡献在当时备受赞扬，展现了他对国家的热爱和对战争的支持。
福姆比总是担心儿子乔治会看到他在舞台上表演，因为他不希望儿子成为一名喜剧演员，他说“家里有一个傻瓜就够了”。 尽管他已将乔治送去训练成为一名骑师，但在 1915 年，他还是允许儿子出现在银幕上，在伯特·哈尔丹执导的惊悚片《最短的头》中扮演一个马夫的主角。 拍摄结束后，福姆比把儿子送到爱尔兰继续接受骑师训练，并把福姆比当年购买的五匹马也送了过去。

### 健康状况恶化，死亡：1916-21 年
1916年6月，福姆比在德鲁里巷皇家剧院排练歌舞剧《Razzle-Dazzle》时遭遇了意外，舞台倒塌砸中他造成严重伤害。他的肺部受到严重损伤，需要在盖伊医院接受肺出血治疗才得以康复。尽管他是该剧的主角，但他没有参加首映式；评论家批评了该剧，《观察家报》认为“其中一些内容似乎是从二流的省级哑剧中错误地插入的”。
福姆比在一周内回归，评论变得更加积极，《观察家报》称这是“本赛季的成功之一……Razzle-Dazzle现在是伦敦最活跃、最壮观的歌舞表演之一”。到了8月，该剧转移到了莱斯特广场的帝国剧院。

福姆比的肺部因事故而受伤，又因为患有肺结核加剧了这种损害，他出席的活动越来越少。 1917 年，南港帕拉丁剧院 (Southport Palladium) 以未能按照合同履行戏剧演出为由将他告上法庭，当时他的律师说福姆比身患肺病，生命垂危，他只能在生命最后的短暂时间里工作。福姆比败诉了：他以健康状况不佳为由的抗辩，因他同时接受了其他地方的聘用而受到影响。
1918年流感大流行进一步损害了福姆比的健康，他在曼彻斯特竞技场演出时感染了流感，导致一个月无法工作。在1918年和1919年的哑剧演出期间，他都病倒了，1919年他被迫休息了三个月。在1920-21年哑剧季在泰恩河畔纽卡斯尔的一场演出中，他甚至在舞台上倒下了。医生建议福姆比移居南非以改善健康，但他选择留在英国与妻子和孩子们一起继续工作。在表演期间，他的妻子会拿着冰块在舞台侧面等他，以便他吸吮以止血，舞台侧面还备有氧气帐，以备紧急情况。这表明了福姆比对表演事业的坚定执着，即使健康受到威胁，也不愿轻易放弃。
1921 年初，福姆比在纽卡斯尔帝国剧院出演《杰克与吉尔》时，在演出结束后晕倒了。他回到沃灵顿附近的家中，于 2 月 8 日因肺结核去世，享年 45 岁。 他被埋葬在沃灵顿公墓天主教区的家族墓地中。 他在遗嘱中留下了 25,000 英镑， 将伊丽莎列为女遗嘱执行人。
《曼彻斯特卫报》的讣告作者写道，福姆比是音乐厅里“最搞笑的演员”之一，他的幽默“似乎总是源于对人类虚荣心和弱点的同情”。 《邓迪信使报》认为他是一位伟大的喜剧演员。

## 舞台形象与技巧
福姆比是第一位用延迟入场来逗观众在他到达之前发笑的喜剧演员：他的管弦乐队演奏了他的入场音乐，然后他就没有出现在舞台上。 斯马特和博思韦·霍华德形容他的表演“特点是简单，一些曲调源自赞美诗，并有朗朗上口的副歌”， 他会和乐团指挥和前排观众聊天，用一种面无表情的风格说话，还会咳嗽。他把自己的健康状况（尤其是咳嗽）作为表演的一部分，并说他“今晚咳嗽得很好！”他还创造了这句短语“不是咳嗽把你带走，而是他们把你装进棺材里带走！”
“约翰·威利”这个角色和福姆比的大部分表演一样，将悲情作为喜剧驱动力之一，据福姆比的两位传记作者艾伦·兰德尔和雷·西顿所说，“它不是做作的，也从不令人感伤”。 杰弗里·麦克纳布 (Geoffrey Macnab) 在对英国银幕明星的考察中表示同意，并指出尽管福姆比的笑话是关于他自己的，“但这些笑话中透露出勇气，坚决否认自怜”。 《泰晤士报》对这位表演者的幽默风格进行了分析，认为其“粗俗简单，但始终是真正的幽默，而且，更重要的是，它始终是干净的。”
福姆比的大部分幽默感都源于他的西北根源，特别是维冈，他告诉人们他出生的地方是维冈，而不是阿什顿。 《曼彻斯特卫报》称他为“兰开夏郡在伦敦综艺舞台上的公认代表……天才的小丑讽刺作家”。
当他在伦敦表演时，福姆比会改变他的表演方式，自我介绍说：“晚上好，我是来自维根的福姆比 ...我来英国的时间不长”；他略微改变了自己的舞台形象，扮演“一个试图融入复杂的南方的天真男孩”。 斯马特和布思罗伊德认为，“北方口音和大都市人的虚张声势之间的对比很幽默，他的观众越是文雅和老练，乔治就越是夸大他乡下人的愚蠢”。

福姆比去世六周后，他的儿子乔治首次在舞台上模仿父亲的表演；他最初以乔治·霍伊 (George Hoy) 这个名字出现——使用了母亲的姓——但取了父亲的艺名。 小福姆比后来成为 1937 年至 1943 年间英国票房最高的男明星，也是英国收入最高的艺人。
卓别林的舞台形象启发源自福姆比。1908 年，卓别林去了美国，在那里他塑造了流浪汉这一角色。到 1915 年，这一形象已家喻户晓乔治·奥威尔后来在他 1937 年关于该地区萧条和失业问题的研究报告《通往威根码头之路》的标题中，使用了福姆比“威根码头”的幽默概念。
福姆比留下了超过190张唱片，在他去世后，《泰晤士报》评论道：“大多数人在一生中都曾听过《约翰·威利 - 来吧》、《男孩们中的一个》、《我站在街角》或《在西部玩游戏》等歌曲的歌词或副歌。”这些歌曲以其欢快的歌词和旋律而闻名，贻笑大方，带有幽默和乐观的情绪。费舍尔将这些歌曲描述为“充满欢乐和香槟的欢快”，突显了福姆比在英国流行音乐界的持久影响力和他带给人们快乐的能力。
1922 年 10 月，在小福姆比、伊丽莎和一大群人的见证下，一座大型大理石纪念碑在福姆比墓地揭幕。 这座纪念碑后来成为小福姆比和伊丽莎的安息之地。 2012 年 6 月，一块蓝色匾额在福姆比的出生地阿什顿霍奇森街揭幕。